# 35. ceremonia wręczenia Cezarów
35. ceremonia wręczenia francuskich nagród filmowych Cezarów za rok 2009, odbyła się 27 lutego 2010 roku w Théâtre du Châtelet w Paryżu. Dnia 22 stycznia 2010 roku zostały ogłoszone nominacje do nagród.
Przewodniczącą tegorocznej ceremonii została Marion Cotillard. Samą ceremonię poprowadzili Valérie Lemercier i Gad Elmaleh.
Nagrodę Cezara Honorowego otrzymał aktor amerykański Harrison Ford. Nagrodę wręczyła mu rodaczka Sigourney Weaver.
Najwięcej nominacji w tej edycji nagród otrzymał film Prorok w reżyserii Jacques’a Audiarda. Obraz ubiegał się o dwanaście nagród. Jedenaście nominacji otrzymał film Początek Xaviera Giannoli. O dzisieć nagród mógł rywalizować film Witamy Philippe’a Lioreta.
Najwięcej nagród − aż 9 − otrzymał faworyt tegorocznych nagród, film Prorok, który został nagrodzony w najważniejszych kategoriach: najlepszy film, reżyser i scenariusz oryginalny. Dwie nagrody przypadły aktorowi Taharowi Rahimowi, który został nagrodzony Cezarem dla najlepszego aktora i najbardziej obiecującego aktora.
Isabelle Adjani otrzymała nagrodę dla najlepszej aktorki. W przeciągu całej kariery aktorki, to już piąta nagroda otrzymana od Francuskiej Akademii Sztuki i Techniki Filmowej.
Dwie nagrody otrzymał film Koncert w reżyserii Radu Mihăileanu. Film został nagrodzony za najlepszą muzykę i dźwięk. Film Witamy pomimo dziesięciu nominacji, nie otrzymał żadnej nagrody.
Najlepszym filmem zagranicznym okazał się amerykański Gran Torino w reżyserii Clinta Eastwooda.

## Laureaci i nominowani

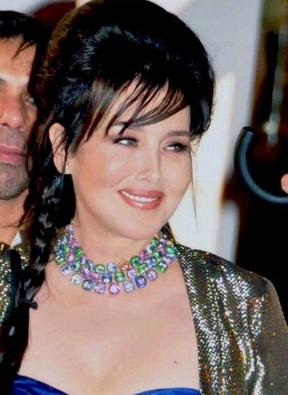
Isabelle Adjani, laureatka Cezara dla najlepszej aktorki

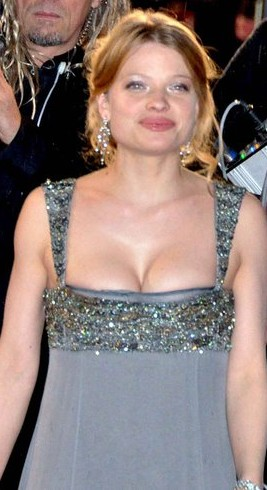
Mélanie Thierry, laureatka Cezara dla obiecującej aktorki

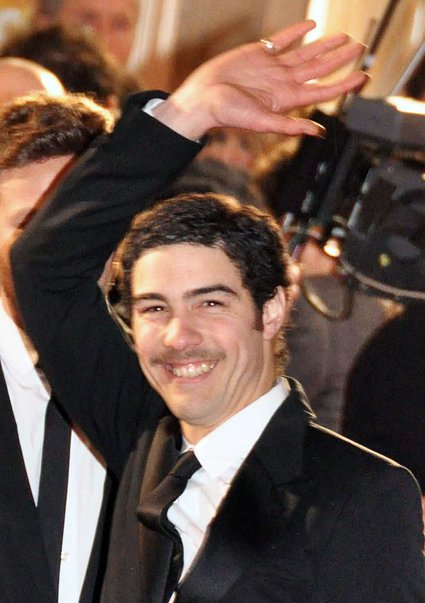
Tahar Rahim, tegoroczny podwójny laureat

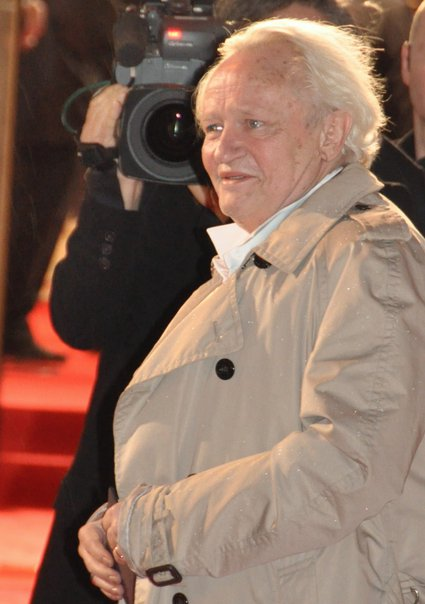
Niels Arestrup, najlepszy aktor w roli pierwszoplanowej

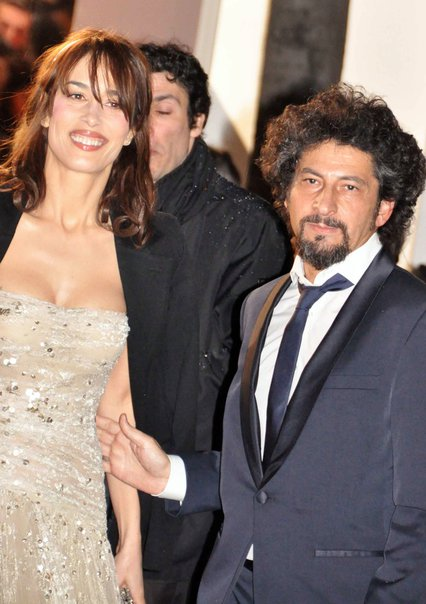
Reżyser filmu Koncert Radu Mihăileanu przybył na ceremonię wraz z Dolores Chaplin

Laureaci nagród wyróżnieni są wytłuszczeniem

### Najlepszy film
Reżyser / Producenci − Film
- Jacques Audiard / Pascal Caucheteux, Grégoire Sorlat i Marco Cherqui − Prorok
  - Xavier Giannoli / Edouard Weil i Pierre-Ange Le Pogam − Początek
  - Radu Mihăileanu / Alain Attal − Koncert
  - Alain Resnais / Jean-Louis Livi − Szalone trawy
  - Jean-Paul Lilienfeld / Bénédicte Lesage i Ariel Askénazi − Pokolenie nienawiści
  - Lucas Belvaux / Patrick Sobelman, Diana Elbaum i Sébastien Delloye − Porwanie
  - Philippe Lioret / Christophe Rossignon − Witamy

### Najlepszy film zagraniczny
Reżyser − Film • Kraj produkcji
- Clint Eastwood − Gran Torino • Stany Zjednoczone
  - James Cameron − Avatar • Stany Zjednoczone
  - Gus Van Sant − Obywatel Milk • Stany Zjednoczone
  - Xavier Dolan − Zabiłem moją matkę • Kanada
  - Stéphane Aubier i Vincent Patar − Miasteczko Panika • Belgia
  - Michael Haneke − Biała wstążka • Austria
  - Danny Boyle − Slumdog. Milioner z ulicy • Wielka Brytania

### Najlepszy pierwszy film
Reżyser / Producenci − Film
- Riad Sattouf / Anne-Dominique Toussaint − Przystojniaki
  - Philippe Godeau − Po jednym na drogę
  - Nicolas Saada / Michael Gentile − Espion(s)
  - Lucien Jean-Baptiste / Pierre Kubel i Marie-Castille Mention-Schaar − La première étoile
  - Suivront Lea Fehner / Philippe Liégeois i Jean-Michel Rey − Qu'un seul tienne et les autres suivront

### Najlepszy reżyser
- Jacques Audiard − Prorok
  - Lucas Belvaux − Porwanie
  - Xavier Giannoli − Początek
  - Philippe Lioret − Witamy
  - Radu Mihăileanu − Koncert

### Najlepszy scenariusz oryginalny
- Jacques Audiard, Thomas Bidegain, Abdel Raouf Dafri i Nicolas Peufaillit − Prorok
  - Xavier Giannoli − Początek
  - Jean-Paul Lilienfeld − Pokolenie nienawiści
  - Philippe Lioret, Emmanuel Courcol i Oliver Adam − Witamy
  - Radu Mihăileanu i Alain-Michel Blanc − Koncert

### Najlepszy scenariusz adaptowany
- Stéphane Brizé i Florence Vignon − Mademoiselle Chambon
  - Anne Fontaine i Camille Fontaine − Coco Chanel
  - Philippe Godeau i Agnes De Sacy − Po jednym na drogę
  - Laurent Tirard i Gregoire Vigneron − Mikołajek
  - Alex Reval i Laurent Herbiet − Szalone trawy

### Najlepszy aktor
- Tahar Rahim − Prorok
  - Yvan Attal − Porwanie
  - François Cluzet − Początek
  - François Cluzet − Po jednym na drogę
  - Vincent Lindon − Witamy

### Najlepsza aktorka
- Isabelle Adjani − Pokolenie nienawiści
  - Dominique Blanc − Inna
  - Sandrine Kiberlain − Mademoiselle Chambon
  - Kristin Scott Thomas − Odchodząc
  - Audrey Tautou − Coco Chanel

### Najlepszy aktor w roli drugoplanowej
- Niels Arestrup − Prorok
  - Jean-Hugues Anglade − Zagubieni w miłości
  - Joey Starr − Le bal des actrices
  - Benoît Poelvoorde − Coco Chanel
  - Michel Vuillermoz − Po jednym na drogę

### Najlepsza aktorka w roli drugoplanowej
- Emmanuelle Devos − Początek
  - Aure Atika − Mademoiselle Chambon
  - Anne Consigny − Porwanie
  - Audrey Dana − Witamy
  - Noémie Lvovsky − Przystojniaki

### Nadzieja kina (aktor)
- Tahar Rahim − Prorok
  - Firat Ayverdi − Witamy
  - Adel Bencherif − Prorok
  - Vincent Lacostein − Przystojniaki
  - Vincent Rottiers − Je suis hereux que ma mere soit vivante

### Nadzieja kina (aktorka)
- Mélanie Thierry − Po jednym na drogę
  - Pauline Etienne − Qu'un seul tiene et les autres suivront
  - Florence Loiret-Caille − Kochałem ją
  - Soko − Początek
  - Christa Théret − LOL (Laughing Out Loud)®

### Najlepsza muzyka
- Armand Amar − Koncert
  - Alex Beaupain − Non ma fille, tu n'iras pas danser
  - Alexandre Desplat − Prorok
  - Nicola Piovani − Witamy
  - Cliff Martinez − Początek

### Najlepsze zdjęcia
- Stéphane Fontaine − Prorok
  - Christophe Beaucarne − Coco Chanel
  - Laurent Dailland − Witamy
  - Éric Gautier − Szalone trawy
  - Glynn Speeckaert − Początek

### Najlepszy montaż
- Juliette Welfling − Prorok
  - Célia Lafitedupont − Początek
  - Hervé de Luze − Szalone trawy
  - Andrea Sedlácková − Witamy
  - Ludo Troch − Koncert

### Najlepsza scenografia
- Michel Barthélémy − Prorok
  - Aline Bonetto − Bazyl. Człowiek z kulą w głowie
  - Maamar Ech Cheikh − OSS 117 – Rio nie odpowiada
  - François-Renaud Labarthe − Początek
  - Olivier Radot − Coco Chanel

### Najlepsze kostiumy
- Catherine Leterrier − Coco Chanel
  - Chattoune & Fab − Chanel i Strawiński
  - Charlotte David − OSS 117 – Rio nie odpowiada
  - Madeline Fontaine − Bazyl. Człowiek z kulą w głowie
  - Virginie Montel − Prorok

### Najlepszy dźwięk
- Pierre Excoffier, Bruno Tarriere i Selim Azzazi − Koncert
  - Pierre Mertens, Laurent Quaglio i Eric Tisserand − Witamy
  - Francois Musy i Gabriel Hafner − Początek
  - Brigitte Taillandier, Francis Wargnier i Jean-Paul Hurier − Prorok
  - Jean Umansky, Gerard Hardy i Vincent Arnardi − Bazyl. Człowiek z kulą w głowie

### Najlepszy film dokumentalny
- Serge Bromberg i Ruxandra Medrea − Inferno – niedokończone piekło
  - Marianne Chaud − Himalaje. Gościniec do nieba
  - Yann Arthus-Bertrand − Home - S.O.S Ziemia!
  - Frederick Wiseman − La danse. Balet Opery Paryskiej

### Najlepszy film krótkometrażowy
- Claire Burger i Marie Amachoukeli-Barsacq − Dziewczyny za darmo
  - Foued Mansour − La raison de l'autre
  - Alban Mench − Les Williams
  - Fabienne Godet − Moja najlepsza ucieczka
  - Cheng Chui Kuo − Séance familiale
  - Edouard Deluc − Gdzie jest Kim Basinger?

### Cezar Honorowy
- Harrison Ford (aktor)

## Podsumowanie ilości nominacji
(Ograniczenie do dwóch nominacji)
12 : Prorok
11 : Początek
10 : Witamy
6 : Coco Chanel, Koncert
5 : Po jednym na drogę
4 : Porwanie
3 : Szalone trawy, Pokolenie nienawiści, Przystojniaki, Mademoiselle Chambon, Bazyl. Człowiek z kulą w głowie
2 : Qu'un seul tienne et les autres suivront, OSS 117 – Rio nie odpowiada

## Podsumowanie ilości nagród
(Ograniczenie do dwóch nagród)
9 : Prorok
2 : Koncert

## Prezenterzy nagród i nominacji
| Imię i nazwisko                           | Prezentacja lub wręczenie nagrody:      |
| ----------------------------------------- | --------------------------------------- |
| Laura Smet                                | Nadzieja kina (aktor)                   |
| André Dussollier                          | Najlepsza aktorka w roli drugoplanowej  |
| Marina Foïs                               | Najlepszy scenariusz oryginalny         |
| Sandrine Kiberlain                        | Najlepszy scenariusz adaptowany         |
| Firmine Richard i Vincent Elbaz           | Najlepszy dźwięk, Najlepsze zdjęcia     |
| Jeanne Balibar                            | Najlepsza muzyka                        |
| Mélanie Doutey i Pascal Elbé              | Najlepszy pierwszy film                 |
| Laetitia Casta                            | Najlepszy aktor w roli drugoplanowej    |
| Sigourney Weaver                          | Cezar Honorowy                          |
| Marc-André Grondin i Hafsia Herzi         | Najlepszy film krótkometrażowy          |
| Richard Berry                             | Nadzieja kina (aktorka)                 |
| Emma de Caunes i Laurent Lafitte          | Najlepszy film dokumentalny             |
| Tony Gatlif                               | Najlepszy film zagraniczny              |
| Virginie Efira i François-Xavier Demaison | Najlepszy montaż, Najlepsza scenografia |
| Vanessa Paradis                           | Najlepszy reżyser                       |
| Elie Semoun                               | Najlepsze kostiumy                      |
| Mélanie Laurent                           | Najlepszy aktor                         |
| Gérard Depardieu                          | Najlepsza aktorka                       |
| Marion Cotillard                          | Najlepszy film                          |